# 2006 ve filmu

## Filmy roku 2006

### Americké filmy
- 16 bloků (režie: Richard Donner)
- Auta (režie: John Lasseter)
- Babel (režie: Alejandro González Iñárritu)
- Barevný závoj (režie: John Curran)
- Bestie Karla (režie: Joel Bender)
- Borat: Nakoukání do amerycké kultůry na obědnávku slavnoj kazašskoj národu (režie: Larry Charles)
- Casino Royale (režie: Martin Campbell)
- Darwinovy ceny (režie: Finn Taylor)
- Déjà vu (režie: Tony Scott)
- Děsnej doják (režie: Aaron Seltzer)
- Eragon (režie: Stefen Fangmeier)
- Hory mají oči (režie: Alexandre Aja)
- Hostel (režie: Eli Roth)
- Klik – život na dálkové ovládání (režie: Frank Coraci)
- Lemra líná (režie: Tom Dey)
- Lovecká sezóna (režie: Roger Allers, Jill Culton, Anthony Stacchi)
- Muzikál ze střední (režie: Kenny Ortega)
- Piráti z Karibiku: Truhla mrtvého muže (režie: Gore Verbinski)
- Poslední prázdniny (režie: Wayne Wang)
- Prci, prci, prcičky: Nahá míle (režie: Joe Nussbaum)
- Prázdniny (režie: Nancy Meyers)
- Rocky Balboa (režie: Sylvester Stallone)
- Ďábel nosí Pradu (režie: David Frankel)
- Šifra mistra Leonarda (režie: Ron Howard)
- Základní instinkt 2 (režie: Michael Caton-Jones)

### Britské filmy
- Miss Potter (režie: Chris Noonan)
- Poslední skotský král (režie: Kevin Macdonald)
- Potomci lidí (režie: Alfonso Cuarón)

### České filmy
- Bestiář (režie: Irena Pavlásková)
- Grandhotel (režie: David Ondříček)
- Hezké chvilky bez záruky (režie: Věra Chytilová)
- Kráska v nesnázích (režie: Jan Hřebejk)
- Obsluhoval jsem anglického krále (režie: Jiří Menzel)
- Prachy dělaj člověka (režie: Jan Kulhavý, Jiří Chlumský)
- Rafťáci (režie: Karel Janák)
- Ro(c)k podvraťáků (režie: Karel Janák)
- Účastníci zájezdu (režie: Jiří Vejdělek)

### Francouzské filmy
- Asterix a Vikingové (režie: Stefan Fjeldmark)

### Japonské filmy
- Gedo senki (režie: Goro Mijazaki)

### Německé filmy
- Parfém: Příběh vraha (režie: Tom Tykwer)
- Životy těch druhých (režie: Florian Henckel von Donnersmarck)

### Ruské filmy
- Denní hlídka (režie: Timur Bekmambetov)

### Španělské filmy
- Goyovy přízraky (režie: Miloš Forman)

## Úmrtí
Česko
- 8. dubna – František Stavinoha, scenárista (* 10. července 1928)